# Роуз, Фред (политик)
Фред Роуз (англ. Fred Rose, настоящая фамилия Розенберг (Rosenberg); 7 декабря 1907, Люблин — 16 марта 1983, Варшава) — профсоюзный и политический деятель, один из руководителей Коммунистической партии Канады. Известен как единственный депутат канадского парламента, осуждённый за шпионаж.

## Биография
Родился в Люблине в еврейской семье. Будучи ребёнком, в девятилетнем возрасте в 1916 году вместе с родителями эмигрировал в Канаду. Канадское гражданство получил в 1926 году. Затем вступил в Коммунистический союз молодёжи Канады. С конца 1920-х годов работал на ИНО ОГПУ.
В 1930-х Роуз, разоблачавший связи премьера Квебека Мориса Дюплесси с фашистскими правительствами Адольфа Гитлера и Бенито Муссолини, был заключен в тюрьму за «подстрекательство к мятежу». Он был близким соратником доктора Нормана Бетьюна, который отличился во время гражданской войны в Испании, а затем в Китае.
В 1935 году впервые выдвигался на федеральных выборах в канадский парламент от избирательного округа Картье в Монреале, где многие избиратели принадлежали к рабочему классу и еврейской общине; набрал 16,3 % и занял второе место.

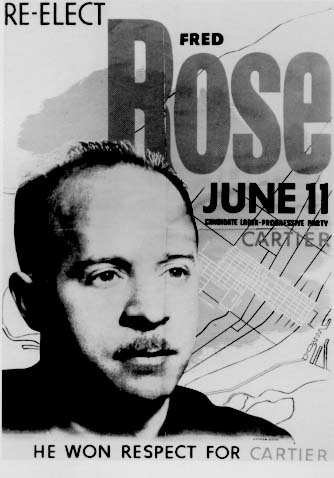
Предвыборная агитация Фреда Роуза

В 1943 году был избран на довыборах в Палату общин от Рабочей прогрессивной партии (название компартии после выхода из нелегального положения в 1943 году), победив с 30,42 % голосов в тесной гонке четырёх сильных кандидатов (включая социал-демократа Дэвида Льюиса с близкой ему программой). В 1945 году был переизбран на всеобщих выборах с 40,84 % голосов. В парламенте Роуз первым предложил законы о бесплатном медицинском обеспечении и по борьбе с ненавистью на этнической и расовой почве.
После дела Игоря Гузенко был арестован и приговорен к шести годам тюрьмы. Выйдя из тюрьмы, Роуз из-за вмешательства полицейских никак не мог найти работу, поэтому в 1953 году уехал в Польшу, где работал англоязычным редактором в журнале «Poland», ориентированном на западную аудиторию, и умер в 1983 году. В 1957 году его лишили гражданства Канады, хотя он пытался вернуть его.